# 래드클리프 천문대
래드클리프 천문대(영어: Radcliffe Observatory)는 잉글랜드 옥스퍼드에 소재한 천문대로, 옥스퍼드 대학교가 운영하고 있다. 1773년에 설립되어 1934년에 관측 환경이 악화되어 남아프리카 공화국 프리토리아로 관측 시설이 이전 될 때까지 천문대로서 사용되었다. 현재 건물은 역사적 건조물 (grade I listed building)에 지정되어 있다. 오늘날 천문대는 옥스퍼드 대학교 그린 템플턴 칼리지의 건물로 사용된다.